# نقوش الروافة
نقوش الروافة هي مجموعة من خمسة نقوش من اليونانية والنبطية العربية في معبد الروافة المعزول، الواقع في صحراء حسمى شمال غرب شبه الجزيرة العربية، أو ما يقرب من 200 كم شمال غرب الهجرة. يعود تاريخها إلى الفترة 165-169 ميلادي. رُقمَت النقوش بالأرقام الرومانية، بدءًا من النقش الأول إلى النقش الخامس يصف اثنان من النقوش الخمسة الهيكل على أنه معبد وأنه اسم بانيه هو سرقط (باليونانية: εθνος) من قوم ثمود تكريمًا للإمبراطورين ماركوس أوريليوس ولوسيوس فيروس. ومن المعروف أيضًا أن قبيلة ثمود كانت موجودة في هذه المنطقة من الجزيرة العربية منذ القرن الثامن قبل الميلاد على الأقل. في وقت تأليف هذه النقوش في القرن الثاني، كانت المنطقة الشمالية الغربية من شبه الجزيرة العربية تُعرف باسم البتراء العربية، وهي مقاطعة حدودية تابعة للإمبراطورية الرومانية اُحتُلَّت سابقًا في عام 106 م.
إن موقع النقوش غريب، نظرًا لوجودها في الأطراف الجنوبية لمقاطعة شبه الجزيرة العربية الرومانية مع القليل من المناطق القريبة الأخرى، والتي وصفها البعض بأنها آخر مكان حيث يمكن العثور على مجموعة من النقوش التي تعترف بالسلطة الإمبراطورية للإمبراطورية الرومانية، على الرغم من أن هذا يضيف إلى أهمية النقش، مما يشير إلى أن هذه المنطقة البعيدة من شبه الجزيرة العربية إلى جانب الوحدة المساعدة المتحالفة لا تزال تحظى باهتمام الأباطرة. ربما كان الأمر أن الإمبراطورية أراد تجنيد بعض سكان المنطقة في الجيش. اليوم، توجد النقوش في المتحف الوطني بالمملكة العربية السعودية باستثناء النقش الخامس الذي فقد.

## النص
القراءة التالية لنقوش الروافة تعتمد على طبعة عام 2015 التي كتبها مايكل ماكدونالد، والتي تعد في الوقت الحاضر الطبعة الأحدث لنقوش الروافة.

### النقش الأول
الأسطر الثلاثة الأولى من النقش هي في الأصل باللغة اليونانية.
1 من أجل استمرارية سلطة أكثر حكام العالم إلهية، الأغسطيون العظماء، أرمينياسي ، ماركوس أوريليوس أنطونيوس ولوسيوس 2 [أوريليوس فيروس، [ . . ] ن [ أتيو ] من [ثمود] [ . . ] أسس [ . . ] بتشجيع 3 [ . . ] ومن خلال [ . . . كوينتينوس [؟][ . . .].
والسطران التاليان باللغة العربية النبطية.
4 من أجل خير [... ماركوس] أوريليوس أنطونيوس ولوسيوس أوريليوس {فيروس} اللذين [...]. هذا هو البيت الذي صنعته قوم ثمود أمراء قومهم وجوده على أيديهم وعبادتهم فيه إلى الأبد. 5أ وبتشجيع من [... ت ˙ ... ت ˙ ... أ] دفنتوس [ ... ] وبناء على طلبهم [أي ثمود أو زعمائهم].

### النقش الثاني
أما النقش الثاني فهو باللغة اليونانية بالكامل.
5ب من أجل النصر والاستمرار الدائم للإمبراطورين [ماركوس [أوريليوس أنطونيوس] ولوسيوس أوريليوس فيروس، وأغسطس، وأرمينيا، وميديشي، وبارثيسي ماكسيمي، وكل بيتهم، أمة ثمود ... 7 قد أكملوا الهيكل 8 وقدسوا الحرم 9 [... من كلوديوس موديستوس 10 [... ] Proprae(tor).

### النقش الثالث
أما النقش الثالث فهو باللغة اليونانية بالكامل.
. . . من قبيلة ثمود من ربتو بنوا هذا الحرم

### النقش الرابع
أما النقش الرابع فهو باللغة العربية النبطية بالكامل.
1 هذا هو الهيكل الذي صنعه شعدت كاهن إيلش بن مجدو الذي من ربتو لإيلش إله إسرائيل. [مع؟] تشجيع {ربنا} {ʾ} ... {الحاكم} 5 ... عُمنو.

### النقش الخامس
أما النقش الخامس فهو تالف للغاية بحيث لا يمكننا قراءته، والموقع الحالي للنقش، على الرغم من التقاط الصور، غير معروف.

## التأريخ
توفي أحد الشخصيات المذكورة في النقش، لوسيوس فيروس، في عام 169، وبالتالي فإن عام 169 يعتبر بمثابة التاريخ النهائي أو أعلى تاريخ ممكن للنقش. يذكر النقش أيضًا مالكًا يُدعى قلدويس موديستوس ومنحه الأباطرة لقب البارثمي ماكسموس (Parthici Maximi)، مما يحدد التاريخ الأدنى المحتمل للنقش عند عام 165.

## الاكتشاف
كان أول من اكتشف النقوش هو ألويس موسيل في عام 1910، وهو الذي أعطى الموقع اسمه الروافة. وعلمنا من الموقع بأن المسلمين صنعوا قوالب للنقوش لتحفظها، إلا أن مكانها الحالي غير معروف. وفي كانون الثاني من عام 1951، قام البريطاني سانت جون فيلبي بإعادة زيارة واكتشاف النقوش التي حددها موسيل. ولكن كما هو الحال بالنسبة لموزيل، فإن نسخته من النقش لم تنج. وفي عام 1966، قامت روث شتيل بزيارة الموقع والتقطت بعض الصور للنقوش، والتي نُشرت فيما بعد في عام 1969. سُلِّمَت الصور الإضافية التي التقطتها مجموعة أخرى في عام 1968 إلى جوزيف مليّك [الإنجليزية] الذي أنتج أول طبعة علمية مقبولة للنقوش.

## التفسير
تؤكد النقوش أن ناقشها هو سرقط تمود (باليونانية: Θαμουδηνω̂ν εθνος) ، و أنها من قبيلة ثمود العربية البدوية التي يعود تاريخها إلى القرن الثامن قبل الميلاد.
لقد كان معنى بعض المصطلحات الواردة في النقوش محل نقاش متفاوت. اقترح مايكل ماكدونالد أن الكلمة سرقط (باليونانية: εθνος)تمثل ترجمة للكلمة اللاتينية natio (بالعربية: أمة) لوصف مجموعة أو وحدة عسكرية مأخوذة من مجموعة واحدة أو أكثر. وفي سياق النقش، يشير إلى وحدة عسكرية مكونة من أفراد قبيلة ثمود.

## طالع أيضًا
- نقوش عربية قبل الإسلام
- قائمة النقوش العربية
- نقش النمارة
- نقش جبل ذبوب
- نقش ري الزلالة